# Lamborghini Islero 400 GT
Lamborghini Islero – sportowy model Lamborghini, produkowany w latach 1968–1969. Samochód ten jest następcą modelu 400 GT. Nazwa Islero pochodzi od byka, który zabił sławnego torreadora Manuela „Manolete” Rodrigueza 28 VIII 1947.
Firma Carrozzeria Touring, która wcześniej współpracowała z Lamborghini splajtowała, więc wykonanie kolejnego modelu Ferrucio Lamborghini zlecił firmie Carrozzeria Marazzi z Mediolanu. Nadwozie opierało się na przekonstruowanej karoserii modelu 400 GT, dla polepszenia właściwości jezdnych zamontowano szersze opony. Model ten miał przestronne, dobrze wyposażone wnętrze i bagażnik o pojemności 320 l. Standardowo montowano luksusową w ówczesnych autach klimatyzację. Silnik V12 o pojemności 3929 cm³ generował moc 325 KM przy 7500 obr./min, przenoszoną na koła tylne za pomocą 5-biegowej manualnej skrzyni biegów. Samochód odznaczał się w pełni niezależnym zawieszeniem oraz hamulcami tarczowymi zarówno z przodu, jak i z tyłu.

## Dane techniczne

### Silnik
- V12 3,9 l (3929 cm³), 2 zawory na cylinder, DOHC
- Układ zasilania: sześć gaźników Weber
- Średnica cylindra × skok tłoka: 82,00 × 62,00 mm
- Stopień sprężania: 9,5:1
- Moc maksymalna: 324 KM (239 kW) przy 6500 obr./min
- Maksymalny moment obrotowy: 373 N·m przy 4500 obr./min

### Osiągi
- Przyspieszenie 0–100 km/h: 5,9 s
- Przyspieszenie 0–160 km/h: 13,7 s
- Prędkość maksymalna: 266 km/h